# Eric Suy
Eric Suy (Gent, 15 augustus 1933 - Knokke-Heist, 7 september 2020) was een Belgisch jurist, gespecialiseerd in internationaal volkerenrecht, diplomaat en politicus.

## Loopbaan
Eric Suy studeerde rechten aan de Rijksuniversiteit Gent en deed voortgezette studies in Genève en Wenen, waar hij zijn doctoraat politieke wetenschappen behaalde. In 1963 werd hij benoemd tot lector aan de Katholieke Universiteit Leuven, wat op tegenstad stuitte bij het professorenkorps omdat hij geen oud-student van de universiteit was. In 1967 ging Suy werken op het kabinet van minister van Europese Zaken Renaat Van Elslande (CVP). Van daar maakte hij de overstap naar het kabinet van minister van Buitenlandse Zaken Pierre Harmel (PSC).
In 1969 en 1972 woonde hij namens België de jaarvergadering van de Verenigde Naties bij, waar hij onder de aandacht kwam van secretaris-generaal Kurt Waldheim. Hij werd door deze laatste in 1973 benoemd tot adjunct-secretaris-generaal als specialist internationaal volkerenrecht. Hij oefende deze functie in New York uit tot 1983, toen hij verhuisde naar Genève, waar hij gedurende vier jaar directeur-generaal van het Europees Bureel van de Verenigde Naties was. In 1987 keerde hij terug naar Vlaanderen en werd kabinetschef van Vlaams minister van Buitenlandse Betrekkingen Paul Deprez (CVP). Het jaar daarop werd hij benoemd tot professor internationaal recht aan de KU Leuven. Ondertussen bleef hij ook internationaal actief. Zo reisde hij in 1991 als afgevaardigde van de secretaris-generaal van de VN naar Irak in verband met de Koerdische kwestie. In 1998 ging Suy op emeritaat en werd hij voorzitter van de serviceorganisatie Vlaamse Toeristenbond-Vlaamse Automobilistenbond (VTB-VAB). Dit bleef hij tot 2005. In 2003 was hij stichter en voorzitter van het Fonds Professor Eric Suy. Hij was ook lid van de algemene vergadering van Hogeschool Sint-Lukas in Brussel.
Suy was Vlaamsgezind en lid van N-VA. Toch onderhield hij ook goede contacten binnen het toenmalig Vlaams Blok. Zo werd hij in 2004 door het Vlaams Blok voorgedragen als onafhankelijk expert binnen het Vlaams Vredesinstituut. In 2012 werd hij voor N-VA verkozen in de gemeenteraad van zijn woonplaats Knokke-Heist. Hij zetelde tot juni 2013 toen hij 80 jaar oud werd.

## Eerbetoon en onderscheidingen
- eredoctoraat van de Universiteit van Montpellier
- erevoorzitter van de Heemkundige Kring Overmere[3]
- Joost van den Vondelprijs (1998)
- Gulden Spoor van de Beweging Vlaanderen-Europa (2000)
- België Officier in Kroonorde
- België Ridder in de Leopoldsorde
- België Grootofficier in de Orde van Leopold II
- Orde voor Recht, Cultuur en Vrede
- Ereteken van Verdienste voor de Republiek Oostenrijk
- Grootofficier in de Soevereine en Militaire Orde van Malta